# François Carlier
François Carlier (Parigi, 1707 – Bayonne, 1760) è stato un architetto francese.

## Biografia
Benché nato in Francia, Carlier può essere considerato un esponente dell'architettura barocca spagnola, dato che lavorò prevalentemente nel paese iberico.
Figlio e discepolo di René, che in Spagna lavorò come stimato scultore, fu inviato in Spagna per lavorare alla corte reale, su raccomandazione di Robert de Cotte, nel 1712.
A Madrid fu attivo ai lavori del Palazzo del Buon Ritiro con gli annessi giardini, ma ne fu allontanato dopo appena tre anni.
Nel 1752 si trovò sempre a Madrid, per costruire la chiesa di corte di El Pardo; inoltre ricevette la carica di director honorario alla fondazione dell'Accademia di San Fernando.
Nella stessa città realizzò la chiesa dei Premostratensi, ora distrutta, e il convento delle Salesiane, ora palazzo di Giustizia, ultima sua opera impegnativa (iniziato nel 1750 per incarico della regina Maria Barbara di Braganza e terminato nel 1758), che costituisce l'estremo esemplare delle monumentali costruzioni monastiche spagnole.

## Opere
- Palazzo e giardini del Buon Ritiro, Madrid, 1715;
- Chiesa di corte di El Pardo, Madrid, 1752;
- Chiesa dei Premostratensi, Madrid;
- Convento delle Salesiane, ora palazzo di Giustizia, Madrid, 1758.